# Slaget vid Rauge
Slaget vid Rauge var ett slag mellan Sverige och Ryssland under det stora nordiska kriget som stod den 5 september 1701, där Sverige besegrade Ryssland.